# Liste der namibischen Hochkommissare in Ghana

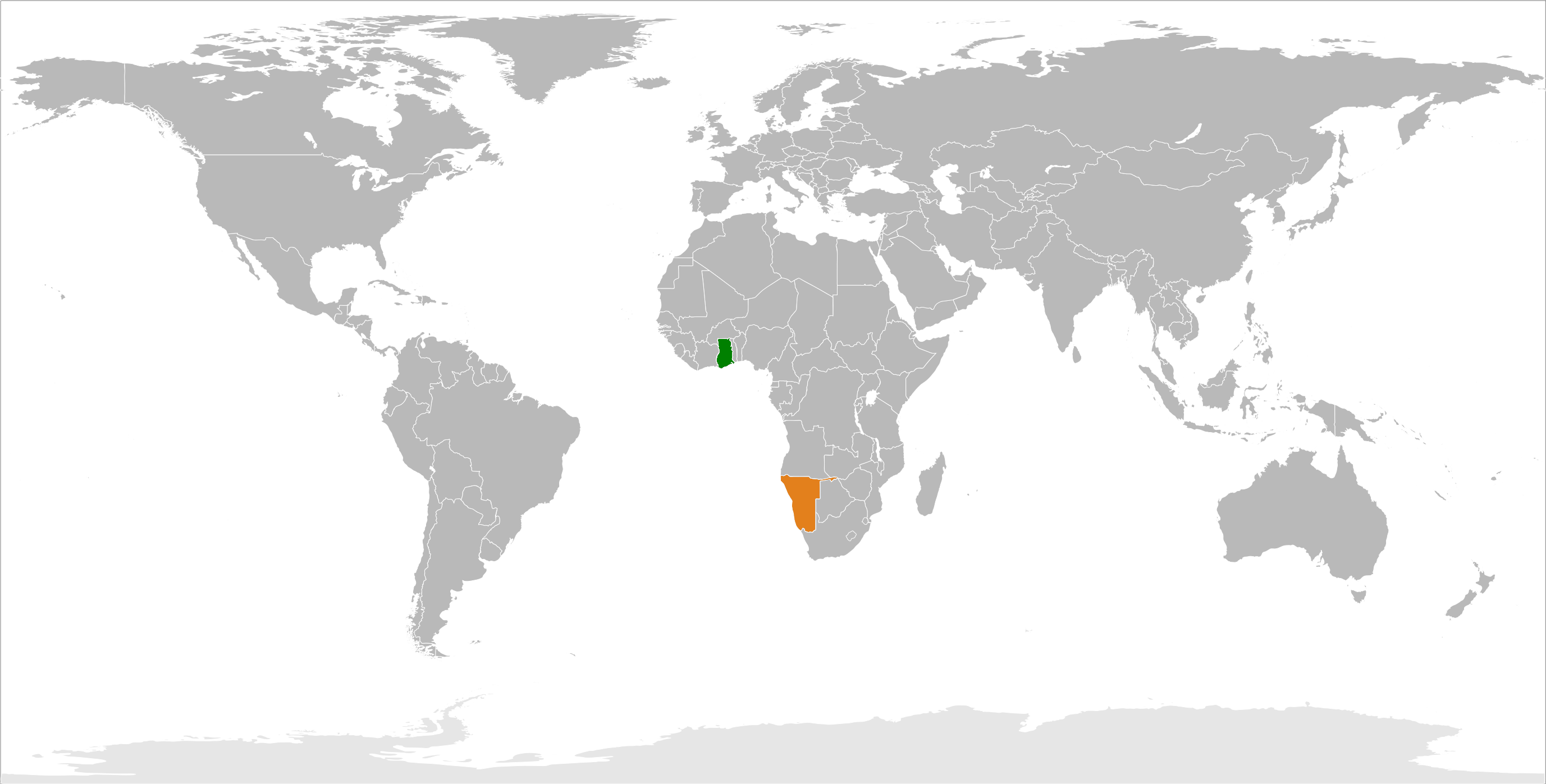
Ghana und Namibia

Dies ist die Liste der namibischen Hochkommissare in Ghana. Das in Accra anwesende namibische Hochkommissariat hat am 20. März 2015 seine Türen geöffnet. Zuvor war der namibische Hochkommissar in Nigeria auch für Ghana akkreditiert.
Der namibische Hochkommissar in Ghana ist zudem für Benin, Burkina Faso, die Elfenbeinküste, Liberia, Sierra Leone und Togo akkreditiert.

## Hochkommissare
- 2000–2005: Humphrey Geiseb (Sitz in Nigeria)
- 2005–2013: Philemon Kambala (Nigeria)
- 2013–2015: Peingeonjabi Shipo (Nigeria)
- 2015–2021: Charles Josob
- seit 2021: Selma Ashipala-Musavyi